# پرل (ایکس)
پرل یک شخصیت تخیلی از مجموعه‌فیلم ایکس می‌باشد که نقش آن را میا گاث بازی کرده‌است. اولین حضور پرل در ایکس (۲۰۲۲) می‌بود که در آن نقش هماورد را برعهده داشت و بعد در پیش‌درآمد این اثر تحت عنوان پرل (۲۰۲۲) به‌عنوان پروتاگونیست شرور و شخصیت عنوان آن برگشت. از وی در فیلم سوم یعنی ماکسین (۲۰۲۴) نام برده شده‌است. گاث در ایکس، هردو نقش پرل و دختر پایانی، ماکسین را خودش بازی کرده‌است. تی وست در این‌باره می‌گوید دلیل اینکار بیان شباهت‌های میان این دو شخصیت بوده و از اول قصد داشته نقش هردو شخصیت را به یک نفر بسپارد زیرا آن‌ها را «شخصیت‌هایی مجزا اما فردی یکسان» می‌دیده.